# Scheinfeld
Scheinfeld is een plaats in de Duitse deelstaat Beieren, en maakt deel uit van het Landkreis Neustadt an der Aisch-Bad Windsheim.
Scheinfeld telt 4.700 inwoners.

## Historie
Scheinfeld was de hoofdplaats van het vorstelijk graafschap Schwarzenberg.
Bad Windsheim ·
Baudenbach ·
Burgbernheim ·
Burghaslach ·
Dachsbach ·
Diespeck ·
Dietersheim ·
Emskirchen ·
Ergersheim ·
Gallmersgarten ·
Gerhardshofen ·
Gollhofen ·
Gutenstetten ·
Hagenbüchach ·
Hemmersheim ·
Illesheim ·
Ippesheim ·
Ipsheim ·
Langenfeld ·
Marktbergel ·
Markt Bibart ·
Markt Erlbach ·
Markt Nordheim ·
Markt Taschendorf ·
Münchsteinach ·
Neuhof a.d.Zenn ·
Neustadt a.d.Aisch ·
Oberickelsheim ·
Obernzenn ·
Oberscheinfeld ·
Scheinfeld ·
Simmershofen ·
Sugenheim ·
Trautskirchen ·
Uehlfeld ·
Uffenheim ·
Weigenheim ·
Wilhelmsdorf